# Lago di Serranella e Colline di Guarenna
Lago di Serranella e Colline di Guarenna este o arie protejată (arie specială de conservare — SAC, sit de importanță comunitară — SCI, arie de protecție specială avifaunistică — SPA) din Italia întinsă pe o suprafață de 1.092 ha, integral pe uscat.

## Localizare
Centrul sitului Lago di Serranella e Colline di Guarenna este situat la coordonatele 42°07′56″N 14°18′01″E / 42.132222°N 14.300278°E.

## Înființare
Situl Lago di Serranella e Colline di Guarenna a fost declarat arie de protecție specială avifaunistică în decembrie 2019 pentru a proteja 13 specii de animale. Alte tipuri de protecție:
- sit de importanță comunitară (în septembrie 2003)
- arie specială de conservare (în decembrie 2018)[1][3][4]

## Biodiversitate
Situată în ecoregiunea mediteraneană, aria protejată conține 10 habitate naturale: Pajiști uscate seminaturale și facies de acoperire cu tufișuri pe substraturi calcaroase (Festuco-Brometalia) (* situri importante pentru orhidee), Râuri de munte și vegetația lor lemnoasă cu Salix elaeagnos, Păduri de stejar alb estice, Păduri mixte riverane de Quercus robur, Ulmus laevis și Ulmus minor, Fraxinus excelsior sau Fraxinus angustifolia, de-a lungul marilor râuri (Ulmenion minoris), Păduri aluvionare cu Alnus glutinosa și Fraxinus excelsior (Alno-Padion, Alnion incanae, Salicion albae), Râuri cu maluri nămoloase cu vegetație de Chenopodion rubri p.p. și Bidention p.p., Râuri mediteraneene cu debit permanent cu specii de Paspalo-Agrostidion și galerii riverane de Salix și de Populus alba, Pseudostepă cu ierburi și specii anuale de Thero-Brachypodietea, Matorral arborescenți cu Juniperus spp., Galerii de Salix alba și de Populus alba.
La baza desemnării sitului se află mai multe specii protejate:
- păsări (6): pescăruș albastru (Alcedo atthis), caprimulg (Caprimulgus europaeus), stârc pitic (Ixobrychus minutus), gaia neagră (Milvus migrans), gaia roșie (Milvus milvus), stârc de noapte (Nycticorax nycticorax)
- amfibieni (1): Triturus carnifex
- nevertebrate (1): croitorul mare al stejarului (Cerambyx cerdo)
- pești (2): Barbus plebejus, Rutilus rubilio
- reptile (3): șarpele cu patru dungi (Elaphe quatuorlineata), țestoasa de baltă (Emys orbicularis), țestoasă bănățeană (Testudo hermanni)

Pe lângă speciile protejate, pe teritoriul sitului au mai fost identificate 21 de specii de plante, 1 specie de amfibieni, 1 specie de nevertebrate.